# Фьеррабрас

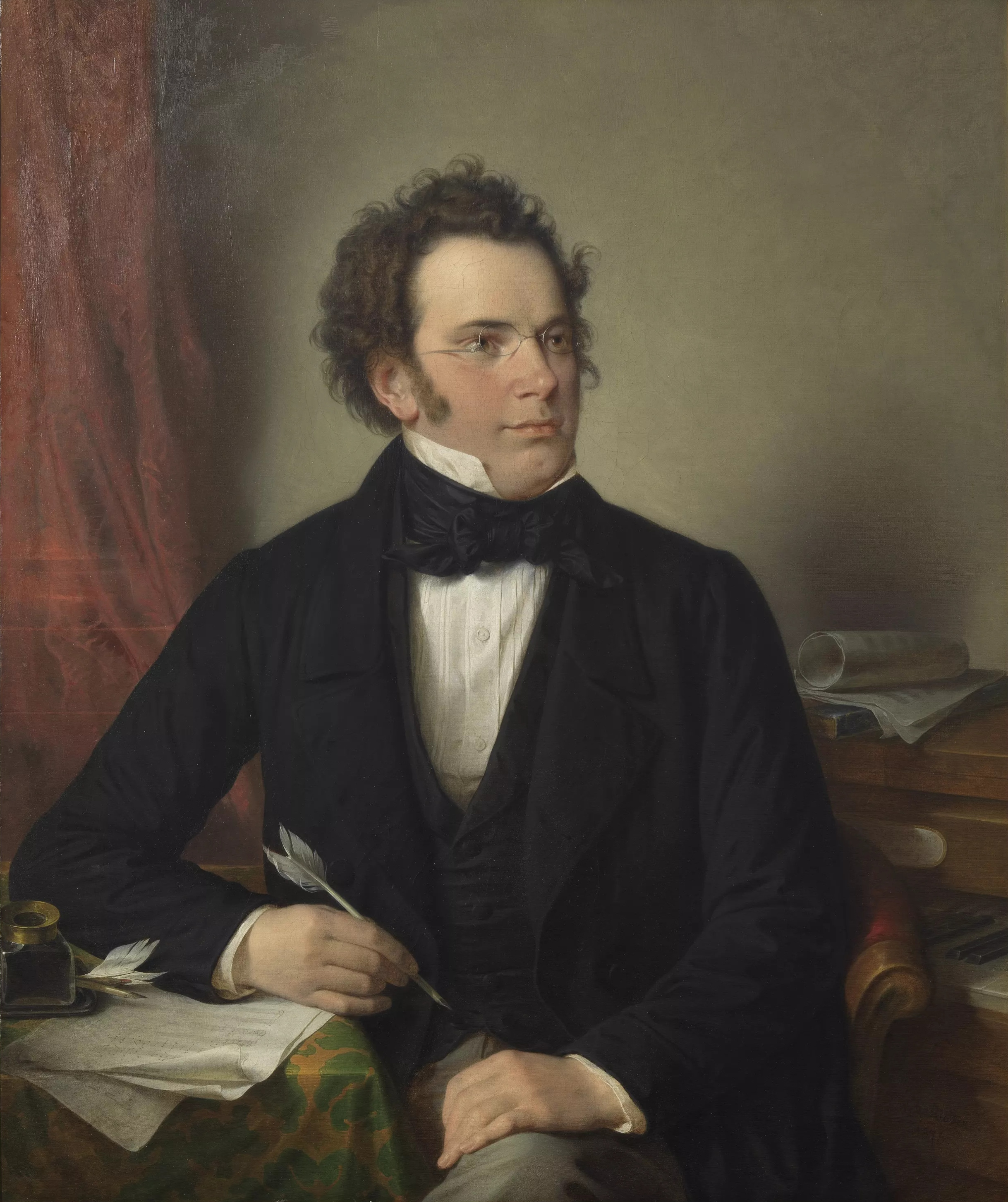
Франц Шуберт

Фьеррабрас, Фьерабрас (нем. Fierrabras, Fierabras) — опера в трёх актах Франца Шуберта. 

## Краткая характеристика
Немецкое либретто Йозефа Купельвейзера основано на легендарных сказаниях из цикла Карла Великого о короле мавров Фьерабрасе, в том числе о том, как сестра мавританского короля влюбилась в христианского рыцаря. Опера была написана в 1823 году и представляет собой попытку Шуберта отказаться от стиля зингшпиля и создать немецкий образец большой оперы.
В 1822 году дирекция Венской придворной оперы заказала новые произведения Шуберту и Веберу для пополнения репертуара немецкими операми. Либретто было подано в цензурный комитет в июле 1823 года, а в октябре 1823 года Шуберт уже завершил работу над оперой. Одновременно директор театра Доменико Барбайя пригласил в Вену Россини для постановки здесь нескольких его опер. Произведения Россини были настолько популярны, что публика не желала никаких других. Премьера оперы Вебера «Эврианта» в октябре 1823 провалилась, после чего дирекция отказалась от постановки «Фьеррабраса». Таким образом, при жизни Шуберта опера так и не была поставлена.
Премьера (в сокращённом виде и в концертном исполнении) состоялась 7 мая 1835 года в Вене в Театре в Йозефштадте. В 1897 для придворного театра Карлсруэ режиссёр Феликс Мотти выполнил собственную редакцию оперы, при этом оригинальные сцены были сокращены, добавлены балетные номера с музыкой из других произведений Шуберта или других композиторов. В этой редакции опера ставилась длительное время. Полная оригинальная версия оперы впервые была поставлена в 1988 в Венской опере, под руководством Клаудио Аббадо.

## Действующие лица
| Карл Великий, король франков | бас           |
| Эмма, его дочь               | сопрано       |
| Эгингард, рыцарь Карла       | тенор         |
| Роланд, рыцарь Карла         | баритон       |
| Огиер, рыцарь Карла          | тенор         |
| Боланд, король мавров        | баритон       |
| Фьеррабрас, его сын          | тенор         |
| Флоринда, дочь Боланда       | меццо-сопрано |
| Марагонд                     | меццо-сопрано |
| Брутамонт                    | бас           |
| Дамы, рыцари, солдаты        |               |

## Либретто

### Акт первый
Сцена первая
Во дворце короля Карла ожидают его возвращения из похода против мавров. Дочь короля Эмма влюблена в рыцаря Эгингарда, но они должны держать в тайне свои встречи, потому что король противится браку дочери. Влюблённые расстаются. Под звуки марша возвращается победоносный Карл со своими рыцарями Роландом и Огиером. Они победили мавров и взяли в плен сына мавританского короля Фьеррабраса. Эмма встречает отца. Карл объявляет, что взятый в плен Фьеррабрас будет пользоваться свободой во дворце. Король и свита уходят. Оставшись наедине с Роландом Фьеррабрас расспрашивает его об Эмме. Ему кажется, что он видел её во время поездки в Рим.
Сцена вторая
Ночью в саду Эмма пришла на свидание с Эгинградом. За ними наблюдает Фьеррабрас. Заметив его, влюблённый раскрывают правду о своих отношениях и просят Фьеррабраса посодействовать им в получении согласия Карла. Фьеррабрас соглашается. Эгингард уходит. Внезапно появляется король с Роландом и застает Эмму наедине с Фьеррабрасом. Карл обвиняет Фьеррабраса в попытке похитить его дочь. Он поручает Роланду заключить Фьеррабраса в темницу, а самому вместе с Эгингардом ехать на переговоры к королю мавров.

### Акт второй
Сцена первая
Роланд и Эгингард прибыли в страну мавров на переговоры с королём. Их встречает Брутамонт и сопровождает во дворец.
Сцена вторая
Во дворце мавров Флоринда со своим прислужником Марагондом оплакивает судьбу Фьеррабраса. Ей вторит безутешный отец король Боланд. Появляется Брутамонт, который привёл послов от короля Карла Роланда и Эгингарда. Эгингард сообщает, что Фьеррабрас находится в темнице. Боланд приказывает арестовать послов.
Сцена третья
Король Боланд в сопровождении Флоринды объявляет Роланду, что послы будут казнены. Король уходит. Флоринда решила освободить рыцарей. Она выпускает Эгингарда. Когда выходит Роланд, Флоринда раскрывает причину своего решения — она узнала его. Это тот рыцарь, которого она видела и полюбила во время поездки в Рим. Роланд признается в любви Флоринде, но он должен бежать. Флоринда переживает за судьбу рыцарей, но вот приходит вестник: все пропало, побег не удался, рыцари снова схвачены, кроме Эгингарда, которому удалось уехать.

### Акт третий
Сцена первая
Эмма переживает за судьбу Эгингарда. Когда приходит отец, она признается ему, что Фьеррабрас невиновен, и что она влюблена в Эгингарда. Карл приказывает освободить Фьеррабраса и привести к нему. Прибывает Эгингард. Он рассказывает о том, что мавры захватили послов и собираются их казнить. Карл принимает решение вместе с Фьеррабрасом и Эгингардом ехать к маврам.
Сцена вторая
Флоринда обсуждает с Марагондом, как ей спасти Роланда. Входит Боланд со свитой, они ведут Роланда на казнь. Флоринда умоляет освободить Роланда, признается, что любит его. Разгневанный отец заявляет, что она может разделить его участь. Брутамонт уже даёт сигнал к началу казни, когда появляется Фьеррабрас, а вслед за ним Карл, Эгингард и Эмма. Фьеррабрас свободен, следовательно казнь можно остановить. Все радуются Эмма соединяется с Эгингардом, Флоринда с Роландом. Фьеррабрасу же настолько понравилось у Карла, что он принимает решение стать христианским рыцарем.

## Дискография
- Шуберт. Фьеррабрас. З.Каманн, Х.Плюмахер, Ф.Вундерлих, Р.Тимпер, Р.Волански, О. фон Рор. Дирижёр Ганс Мюллер-Крей. Берн, Радио, апрель 1959
- Шуберт. Фьеррабрас. Ч.Стьюдер, К.Маттила, Р.Холл, Т.Хэмпсон, Р.Гэмбилл, Й.Прочка, Л.Полгар. Дирижёр К.Аббадо / DG 1988
- Шуберт. Фьеррабрас. Ю.Бансе, Т.Робинсон, Й.Кауфманн, Х.Штрель, М.Фолле, Г.Франк. Дирижёр Ф.Вельзер-Мест / Цюрихская опера 8.3.2006